# Иоанн Постник Печерский
Иоанн Постник Печерский (XIII век?), инок Киево-Печерского монастыря, постник. Святой Русской Православной церкви, почитается в лике преподобных.
Память преподобного Иоанна Постника совершается (по юлианскому календарю):
- 7 декабря,
- во 2-ю Неделю Великого поста — в Соборе всех Киево-Печерских преподобных отцов,
- 28 сентября — в Соборе Киево-Печерских отцов, в Ближних пещерах почивающих).

Канонизирован Русской православной церковью к лику святых.
Нетленные мощи святого находятся в Ближних (Антониевых) пещерах Киево-Печерской лавры в левом пределе подземной церкви преп. Антония Печерского. На план-схеме Ближних пещер под номером 3.
О житии преподобного Иоанна сохранилось немного сведений, дата и место рождения неизвестны. Жил он предположительно в XIII веке. Сообщение о мощах преподобного Иоанна, почивающих в Ближних пещерах Киево-Печерского монастыря, наряду с сообщениями о мощах других преподобных с таким же именем впервые встречается в сочинении «Тератургима» монаха Афанасия Кальнофойского 1638 года.
Преподобный прославляется в 7-м тропаре 5-й песни канона службы: «Духом водим, сын Вышняго наречеся, Иоанн просвещся постом, словом бо питашеся Божиим паче, нежели пищею».
В иконописном подлиннике конца XVIII века о внешнем облике преподобного сказано: «Сед, брада Сергиева, на главе клобук чёрной, риза преподобническая, испод лазорь».